# Maxthon
Maxthon (China: 傲游浏览器, conocido hasta 2004 como MyIE2, abreviado como: MXS) es un navegador web desarrollado por la compañía Maxthon Ltd. Las versiones iniciales 1 y 2 están basadas en el motor de renderizado de Internet Explorer, Trident. Está disponible para Windows, macOS, Linux, y como Maxthon Mobile para Android, iOS, y Windows Phone 8. A partir de la versión 6 utiliza el motor de Chromium.
Maxthon ganó en el concurso de CNET "WebWare 100" en 2008 y 2009, y fue #97 en la lista de PC World de los 100 mejores productos de 2011.

## Historia
Según el CEO de Maxthon International, Ming Jie "Jeff" Chen, Maxthon se basó en MyIE, originalmente creado por el programador chino Changyou para personalizar el navegador web Internet Explorer. Changyou publicó la mayor parte del código fuente para MyIE en su sistema de tablón de anuncios antes de abandonar el proyecto en 2000. Los usuarios de todo el mundo fueron muy activos en contribuir al desarrollo de MyIE2, agregando muchos complementos, skins y ayudando con la depuración.
Chen luego continuó desarrollando myIE de forma independiente y en 2002 lanzó una nueva versión, MyIE2. MyIE2 pasó a llamarse Maxthon en 2003. Maxthon 2 se introdujo en julio de 2007.
Maxthon fue uno de los doce navegadores web que Microsoft incluyó en la ballot screen para los usuarios del Área Económica Europea de Windows en 2010.
Maxthon 3 fue lanzado en septiembre de 2010. Más tarde ese año, Maxthon comenzó a introducir navegadores para dispositivos portátiles. En diciembre, Maxthon para Android fue lanzado. El 7 de julio de 2012, Maxthon para Mac fue lanzado, con Maxthon para iPhone y iPad lanzado en agosto de 2012.
El 10 de diciembre de 2012 Maxthon Cloud Browser, también llamado Maxthon 4, fue lanzado.

## Versiones
Desde finales de julio de 2010 está disponible una versión estable de Maxthon 3. En esta versión el navegador utiliza con preferencia el motor de renderizado WebKit, pero incluye también el motor Trident del Internet Explorer, de manera que alterna automáticamente entre ambos para poder mostrar correctamente las páginas antiguas diseñadas solo para verse con Internet Explorer.
La nueva versión ha obtenido una puntuación de 100/100 en el test de cumplimiento de estándares de Acid3 y la versión 3.4.5 obtiene 457 puntos con 15 puntos adicionales en la prueba de HTML5, superando incluso a Google Chrome 24 y a las versiones en desarrollo de Chrome.

### Características de la versión 2.x
- Navegación por pestañas.
- Vista dividida - Dos páginas a la vez en la misma ventana.
- Gestos de ratón (página anterior, siguiente, cerrar, abrir, recargar, etc.).
- Bloqueador de anuncios y ventanas emergentes.
- Búsqueda programable con buscadores genéricos preconfigurados (incluyendo Yahoo! y Google) y varios buscadores específicos.
- Servicios programables como traducción y proxies anónimos.
- Super arrastrar y soltar: resalta y arrastra un texto, abre una nueva pestaña del buscador predeterminado con los resultados de búsqueda del texto resaltado.
- Barra lateral con favoritos, búsquedas especiales y predictor de tiempo.
- Barra de utilidades externas.
- Skins.
- Soporte para plugins propios.
- Soporte para ver material obsceno y no se guarde el historial.
- Servicio de actualización automático.
- URL Alias Programable - Abre un sitio con solo una palabra.
- Colector simple - Un bloc de notas para recolectar cualquier texto de los sitios web.
- Centro de Configuración - Ajusta toda la configuración del navegador de manera independiente.

### Características de la versión 3.x

#### Navegador web hecho fácil
- Su Web lo sigue: Use el Maxthon Passport para sincronizar de forma homogénea y acceder a favoritos, notas, incluso preferencias de navegación entre computadoras de escritorio y dispositivos.
- Reduce la entrada fastidiosa: Crear atajos de las urls de sitios Web más visitados con la función de Apodos de Maxthon 3.
- Historial de Calendario: El Historial de Calendario de Maxthon 3 organiza el historial de navegación por día en una vista de calendario fácil de leer. También es fácil borrar ítems individualmente o por fechas específicas.
- Búsqueda Múltiple: Compara resultados de búsquedas entre Google, Yahoo, Bing y cualquier otro motor de búsqueda en una fácil ventana.
- Sesiones múltiples en el mismo navegador: Se puede Autentícar en el mismo sitio con cuentas múltiples al mismo tiempo en el mismo navegador.
- Acelerar con movimientos de ratón: Hace una simple forma con el ratón y dispara comandos como Renovar, Cerrar Pestaña, Página Arriba/Abajo y Pestaña Anterior/Siguiente.
- Acercar/Alejar: Acercar y alejar página completa. Textos e imágenes aumentan en escala mientras mantienen alta fidelidad.
- Comandos Arrastrar y soltar y Búsqueda: Resaltar una URL o palabras en una página web y luego arrastrar y soltarlo en su barra de direcciones para abrir nuevas páginas o ejecutar una búsqueda Web.
- Función de Grupo: Botón derecho sobre una pestaña para agregar todas las páginas donde está favoritos con una nueva carpeta.
- Silenciar: Silencia páginas Web y anuncios ruidosos. Maxthon 3 Mute hace justo lo que describe – Apaga todos los sonidos que provienen desde cualquier lado del navegador.

##### Herramientas incorporadas
- Detector de Descargas: Maxthon 3 detecta automáticamente una página web con videos, imágenes y audio.
- Barra de estado: Deja claro conocimiento de su IP, CPU, velocidad de carga.
- Video Emergente: Maxthon 3 detecta si se está en una página web con videos y ofrece una opción de abrir y ver ese video en una ventana emergente separada, o descargarlo más tarde.
- Fácil captura de Pantalla: Pulsando el botón de cámara en la barra de herramientas, captura fácil y rápidamente una instantánea y editar con Highlight, Blur y Bubble.
- Herramienta Externa: Obtenga acceso instantáneo a programas favoritos. Agregar, borrar, ordenar y arrastrar para acomodarlo.
- Pantalla Partida: Uso de pantalla partida para dividir el navegador y ver dos pantallas lado a lado.

##### Permanezca seguro
- Navegación Privada: No deja rastros. Navegación privada permite navegar la Web sin «ninguna» memoria de sitios visitados o archivos descargados.
- Cazador de Publicidades: El cazador de publicidades bloquea cualquier publicidad y apariciones maliciosas antes de que se carguen.

##### Personalice su experiencia
- Avatar: Subir una foto o elegir una en los avatares de Maxthon.
- Temas: Permite a Maxthon cambiar sus temas de fondo.
- Interfaz de usuario personalizable: Se puede personalizar el navegador.

##### Acceso internacional
Maxthon está disponible en 23 idiomas. Maxthon 3 ofrece correctores ortográficos incorporados en: Inglés, Ruso, Italiano, Checo, Portugués, Polaco, Alemán, Turco, Francés, Español, Japonés.

## Maxthon para tabletas y móviles Android, iOS y Windows Phone
- Widget para fuentes RSS: Lee fuentes RSS en el móvil. Añade y edita canales RSS. Hojea titulares y consigue últimas noticias.
- Gestor de descargas de Maxthon: Poner en pausa y continuar las descargas. Bájar documentos, fotos y música al móvil con el Gestor de descargas de Maxthon.
- Súper Gestos: Usa gestos para crear, cerrar y alternar pestañas sin necesidad de botones.
- Inicio Rápido: Coloca los sitios más visitados en la primera pestaña al abrir. Fácil de usar. Ver las últimas páginas cerradas y los sitios más visitados.
- Existe una versión de Maxthon para visualizar las páginas desde el teléfono a una TV.